# Xibohua
Xibohua (kinesiska: 希伯花, 希伯花镇) är en köping i Kina. Den ligger i den autonoma regionen Inre Mongoliet, i den norra delen av landet, omkring 900 kilometer nordost om regionhuvudstaden Hohhot. Antalet invånare är 44374. Befolkningen består av 21 727 kvinnor och 22 647 män. Barn under 15 år utgör 17,0 %, vuxna 15-64 år 78 %, och äldre över 65 år 4,0 %.
Genomsnittlig årsnederbörd är 777 millimeter. Den regnigaste månaden är juli, med i genomsnitt 137 mm nederbörd, och den torraste är januari, med 4 mm nederbörd.